# روبين بسكونيات
روبين بسكونيات (بالإسبانية: Rubén Bascuñán)‏ (23 فبراير 1982 بسانتياغو في تشيلي - ) هو مدرب كرة قدم ولاعب كرة قدم تشيلي في مركز الوسط. شارك مع منتخب تشيلي تحت 20 سنة لكرة القدم. أما مع النوادي، فقد لعب مع إيفرتون دي فينا ديل مار وكولو-كولو ويونيون إسبانيولا وديبورتيس أنتوفاغاستا وProvincial Osorno ‏ وDeportes Temuco ‏ وديبورتيس كولتشاغوا.

## وصلات خارجية
- روبين بسكونيات على موقع Soccerway.com (الإنجليزية)
- روبين بسكونيات على موقع عالم كرة القدم.نت (الإنجليزية)